# Зоопарк Сконе
Зоопарк Сконе (швед. Skånes Djurpark) — зоопарк в Южной Швеции, расположен недалеко от города Хёэр в лене Сконе. Основан в 1953 году.

## История
Зоопарк Сконе, основанный в 1953 году, действует как фонд. Он является членом европейской ассоциации зоопарков и аквариумов. Камилла Йонссон является директором зоопарка с 2008 года.
Зоопарк поддерживается Региональным советом Сконе, который ежегодно предоставляет зоопарку средства в размере от одного до двух миллионов крон. Стоимость входа в зоопарк Сконе составляет 200 крон для взрослого. Предыдущая цена в 160 крон была увеличена в 2009 году с целью увеличения бюджета зоопарка. Всего в 2008 году зоопарк посетило 211 000 человек, а в 2009 году — немного больше.

## Животные
В зоопарке содержится 900 животных, представляющих около 100 видов.
Зоопарк Сконе специализируется на животных скандинавской фауны, однако животные-сироты из других уголков мира иногда временно размещаются там, пока для них не будет найдено новое место. 
Также в зоопарке содержатся несколько видов домашних животных: гусь Сконе, гуте (порода овец) и фьялль (шведская порода рогатого скота). 

## Инциденты
Зоопарк Сконе стал предметом споров в начале 2010 года, когда целая стая волков сбежала из своего вольера и была застрелена. Эти волки были застрелены, чтобы предотвратить побег из зоопарка, что вызвало критику со стороны борцов за права животных. Безопасность вольеров зоопарка также подверглась критике, и Djurrättsalliansen подала жалобу на руководство зоопарка. 